# La forza di dire sì
La forza di dire sì è un album in studio del cantautore italiano Ron, pubblicato nel 2016. Nel 2017 è stata stampata una nuova edizione, che include il brano L'ottava meraviglia, presentato al Festival di Sanremo 2017 e l'inedito Ai confini del mondo.

## Descrizione
Si tratta di un disco doppio realizzato con la collaborazione di 26 artisti italiani e finalizzato ad un progetto di raccolta fondi a favore della Aisla, associazione che si occupa di ricerca contro la sclerosi laterale amiotrofica. Il disco, in particolare, contiene 24 duetti, due inediti (Aquilone e Ascoltami) scritti con la band La Scelta e una versione corale di Una città per cantare.
Nell'album è presente anche una versione inedita in italiano del brano Catch You (Il coraggio di chiedere aiuto), cantato originalmente da Ron e Anggun nel 2006. Quella versione è stata cantata in italiano ed inglese ed inclusa nella raccolta Ma quando dici amore. Qui il brano è reinterpretato con Giusy Ferreri con il titolo L'amore guarisce il dolore.
Tra i duetti vi sono quelli con Pino Daniele e Lucio Dalla, registrati rispettivamente durante un concerto a Bologna e per il disco 70/00.
L'artwork del disco è stato curato da Marco Lodola.
Nel 2017, dopo la partecipazione di Ron al Festival di Sanremo 2017, il disco è stato ristampato con l'aggiunta di due brani inediti: L'ottava meraviglia e Ai confini del mondo.

## Tracce

### CD 1
1. L'ottava meraviglia (presente nell'edizione 2017) - 3:16
2. Ai confini del mondo (presente nell'edizione 2017) - 3:12
3. Al centro della musica (con Marco Mengoni) – 4:58
4. Io ti cercherò (con Lorenzo Fragola) – 3:43
5. Un momento anche per te (con Francesco Renga) – 3:58
6. Aquilone (con La Scelta) – 4:03
7. Anima (con Malika Ayane) – 4:18
8. Il sole e la luna (con Kekko Silvestre) – 4:31
9. Il gigante e la bambina (con Jovanotti) – 4:35
10. L'amore guarisce il dolore (con Giusy Ferreri) – 3:34
11. Non abbiam bisogno di parole (con Pino Daniele) – 5:35
12. Prigioniera a distanza (con Emma Marrone) – 3:51
13. Attenti al lupo (con Elio e le Storie Tese) – 4:10
14. Malala (con Loredana Bertè) – 4:45
15. Nuvole (con Biagio Antonacci) – 4:21

### CD 2
1. Una città per cantare (con tutti gli artisti partecipanti e Neri Marcorè) – 4:24
2. Stella mia (con Max Pezzali) – 4:06
3. Ascoltami (con La Scelta) – 3:50
4. I ragazzi italiani (con Francesco De Gregori) – 4:49
5. Cuore di vetro (con Luca Barbarossa) – 4:17
6. Piazza Grande (con Arisa) – 3:40
7. Caro amico fragile (con Nek) – 3:57
8. Aquila (con Giuliano Sangiorgi) – 4:15
9. Il mare nel tramonto (con Gigi D'Alessio) – 4:08
10. Joe Temerario (con Mario Biondi) – 3:51
11. Libertà (con Syria) – 4:41
12. Per questa notte che cade giù (con Bianca Atzei) – 3:50
13. Il mondo avrà una grande anima (con Niccolò Fabi) – 4:39
14. Chissà se lo sai (con Lucio Dalla) – 4:54

## Classifiche
| Classifica (2016) | Posizione massima |
| ----------------- | ----------------- |
| Italia            | 5                 |

### Sanremo Edition
| Classifica (2017) | Posizione massima |
| ----------------- | ----------------- |
| Italia            | 25                |